# Liberty Caucus

Mapa de los miembros del Caucus durante del Congreso 113 de EE. UU.

Liberty Caucus (Camarilla de la Libertad) es un grupo de Republicanos de la Cámara de Representantes de los Estados Unidos organizado para defender su visión de derechos individuales, gobierno limitado y libre empresa desde el parlamento. El Caucus de miembros del congreso fue fundado al mismo tiempo que la organización de base de activistas para el cabildeo ciudadano, Liberty Committee of Falls Church, Virginia. Los dos grupos se han asociado en los esfuerzos para reducir el tamaño y alcance del gobierno.
Hasta 2012 estuvo encabezado por Ron Paul, doce veces congresista por Texas.